# Pohoří Troodos
Pohoří Troodos (řecky Troódos) je největší pohoří Kypru nacházející se především ve středu, jihu a západě tohoto ostrova až po Mys Arnauti. Nejvyšším bodem Troodosu je Olympus (řecky Khionistra) s výškou 1951 metrů. Nachází se na území vesnice Troodos v distriktu Lemesos v Kyperské republice.

## Geologie a geomorfologie
Část pohoří je součástí jednoho z geoparků UNESCO o rozloze 1 147 km². Samotný geopark svým územím odpovídá výskytu ofiolitových reliktů. V dobách Římské říše se tu těžila měď, jsou tu také naleziště azbestu a chromu. Tak jako celý ostrov, pohoří vzniklo jako důsledek tektonických procesů srážek litosférických desek mezi Afrikou, Asií a Evropou.

## Další informace
Mezi prosincem a březnem jsou vrcholky zasněžené. Pramení zde většina kyperských řek.
V zalesněných oblastech roste borovice kalabrijská, cedr, cypřiš stálezelený nebo dub olšolistý. Zbylá území pokrývají údolí, zemědělská půda, vinice či sady. Ve výškách jsou vybudována rekreační střediska jako Pano Platres nebo Prodhromos.
Z dob Byzantské říše se zachovaly malované kostely.
Na začátku července roku 2021 byly také lesy Troodosu zasaženy pravděpodobně nejhoršími požáry v historii Kyperské republiky.

## Galerie

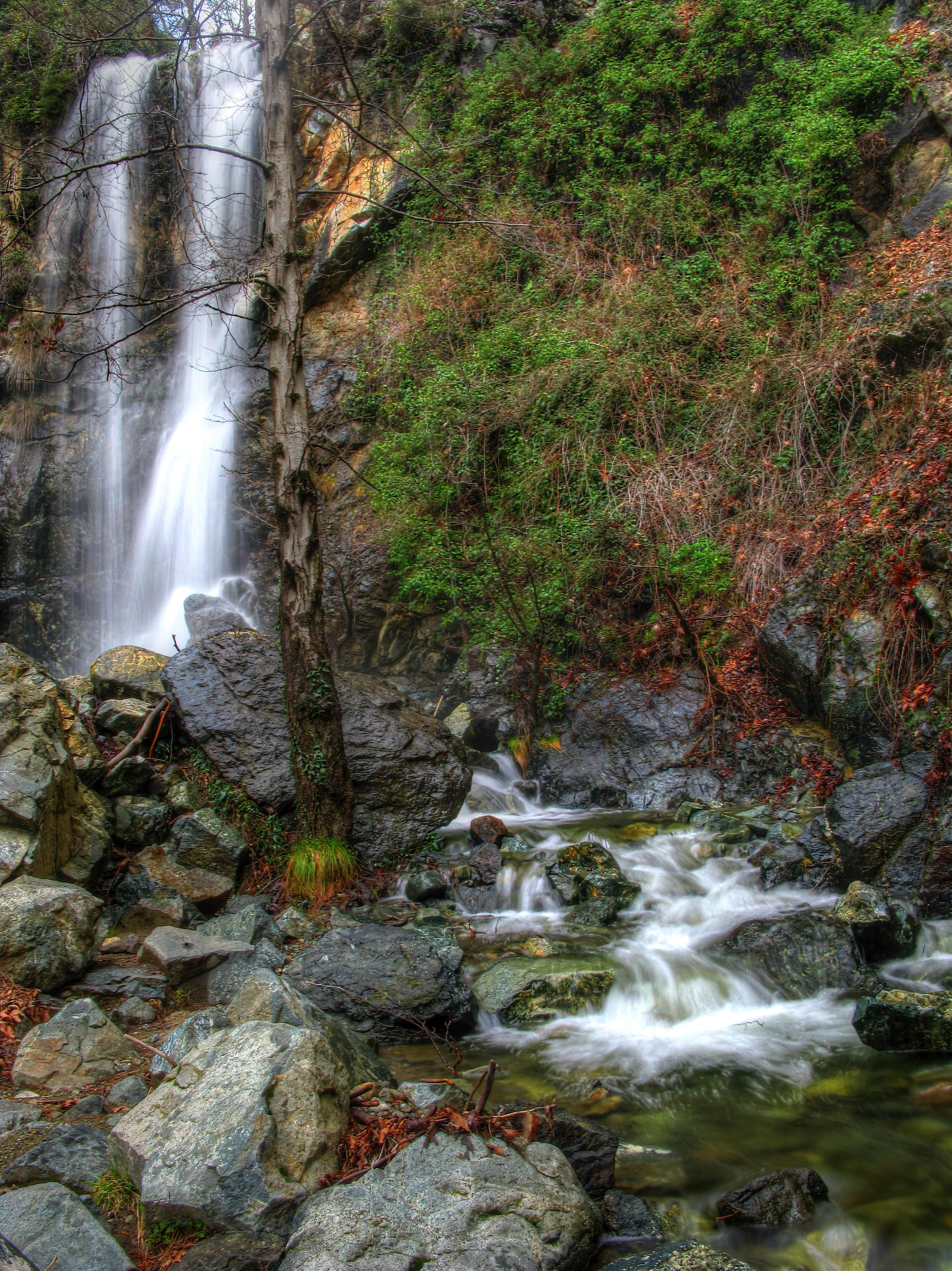